# 外貝加爾國家公園
53°43′N 109°13′E / 53.717°N 109.217°E

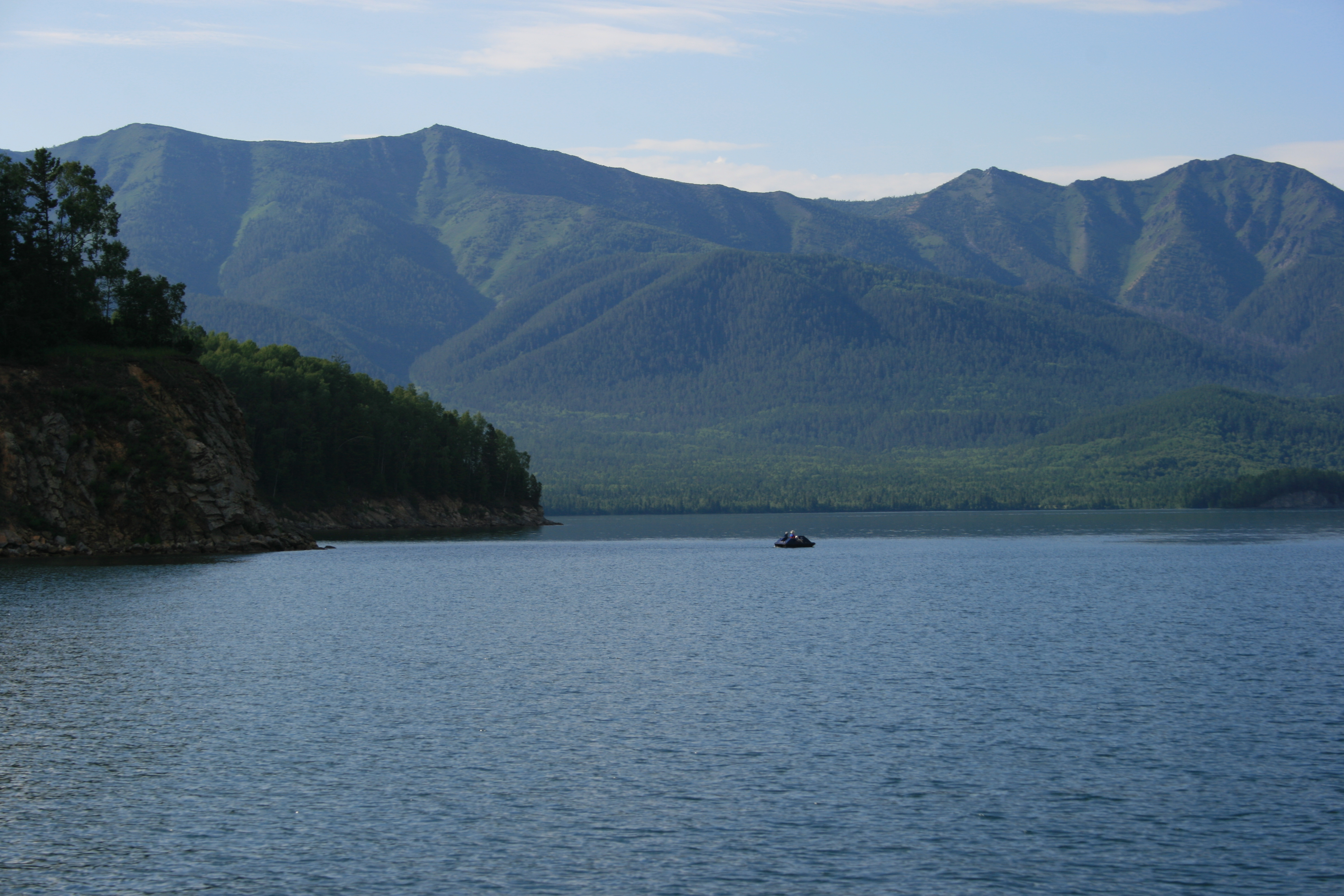

外貝加爾國家公園是俄羅斯的國家公園，位於該國南部布里亞特共和國，處於貝加爾湖東岸，成立於1986年，面積2,690平方公里，有熊、狼、狐狸、山貓、黑貂、水獺、駝鹿、麝香鹿、松鼠、花栗鼠、野兔等哺乳類動物棲息。